# Lev Vladimirovič Rudnev
Lev Vladimirovič Rudnev (in russo Лев Владимирович Руднев?; Opočka, 13 marzo 1885 – Mosca, 19 novembre 1956) è stato un architetto russo che progettò alcuni tra gli edifici più rappresentativi dell'architettura staliniana.

## Biografia
Rudnev nacque da una famiglia di insegnanti nella città di Opočka (altre fonti però affermano che nacque a Novgorod). Si diplomò alla Realschule di Riga (oggi primo liceo statale di Riga) e entrò all'Accademia Imperiale di Belle Arti di San Pietroburgo nel 1906. Qui studiò pittura con Leon Benois e architettura con Ivan Fomin.
A partire dal 1911 Rudnev ebbe successo in vari concorsi architettonici e nel 1915 ottenne un certificato di specializzazione in architettura. Dopo la Rivoluzione di febbraio Rudnev vinse il concorso per la costruzione del Campo di Marte a San Pietroburgo. Tra il 1922 e il 1948 Rudnev fu professore all'Accademia Russa di Belle Arti di Leningrado. Dopo la Grande Guerra Patriottica fu attivo nella ricostruzione delle città di Voronež, Stalingrado, Riga e Mosca devastate dalle ostilità. Tra il 1948 e il 1952 insegnò all'Istituto di Architettura di Mosca (Moskovskij Architekturny Institut). Rudnev fu inoltre membro dell'Accademia Sovietica di Architettura.

## Opere principali
Il più notevole lavoro architettonico di Lev Rudnev è il complesso di edifici dell'Università Statale Lomonosov - MSU (Mosca), situato sulle colline Vorobëvy (Colline di Lenin, poi tornate al nome originario Colline dei Passeri). Esso fu realizzato tra il 1948 e il 1953 e alla progettazione parteciparono anche gli architetti S. Černyšëv, P. Abrosimov, A. Chrjakov e l'ingegnere V. Nasonov.
Per il progetto dell'edificio principale del complesso universitario Rudnev fu insignito nel 1949 del Premio Stalin.
Il suo Palazzo della Cultura e della Scienza nel centro di Varsavia (Polonia, 1952-1955) richiama lo stile marcatamente scultoreo del complesso della MSU.
Fu inoltre l'autore di vari importanti progetti in Unione Sovietica tra i quali:
- Accademia militare Frunze a Mosca (1939);
- Palazzo per uffici in via Šapošnikov (1934-1938);
- Palazzo per gli uffici amministrativi della diga Frunze (1938-1955);
- Sede dell'Accademia Lettone delle Scienze a Riga (1953-1956);
- Sede del governo della Repubblica socialista sovietica azera a Baku (terminato nel 1952).

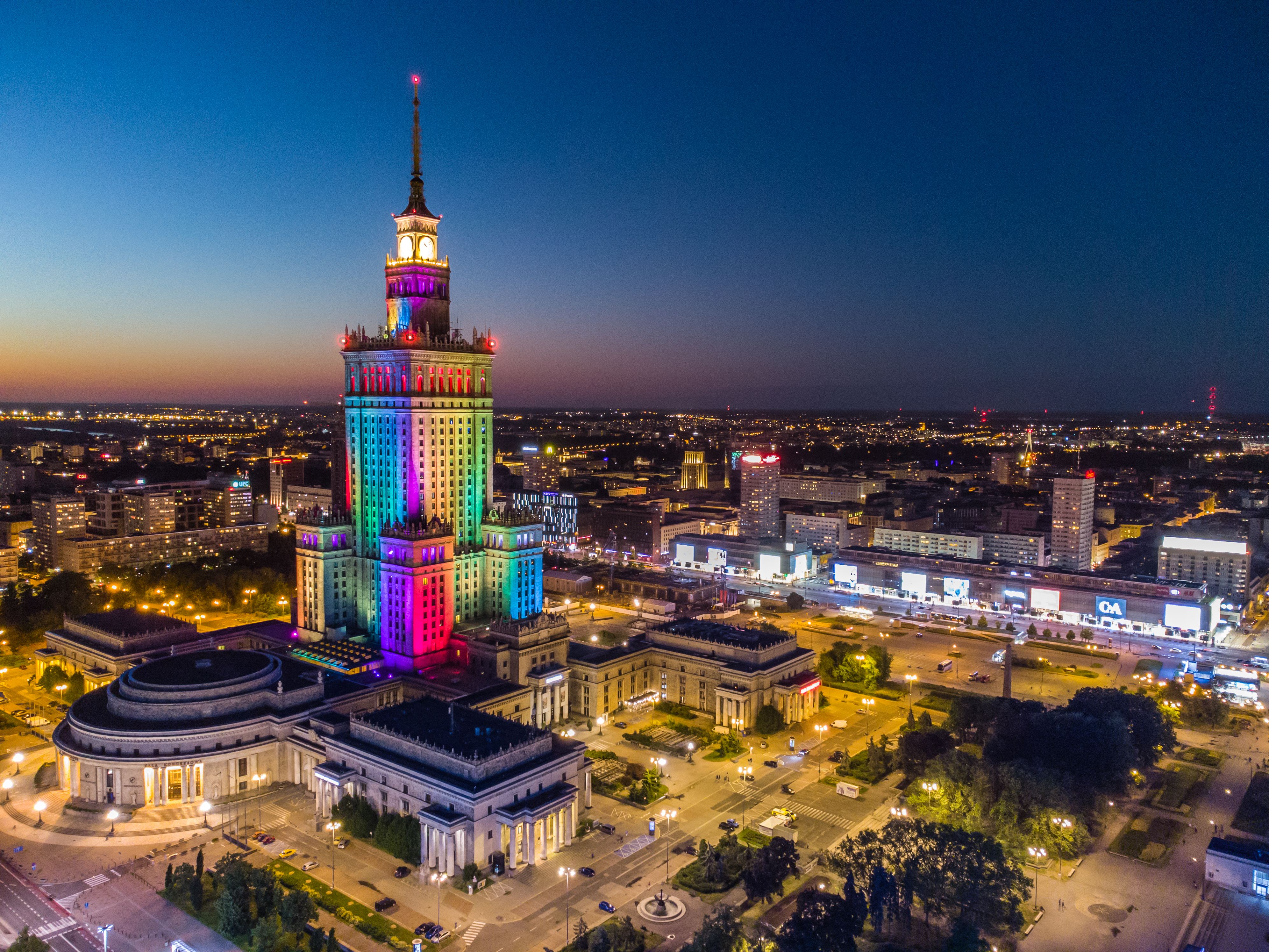
Palazzo della Cultura e della Scienza a Varsavia
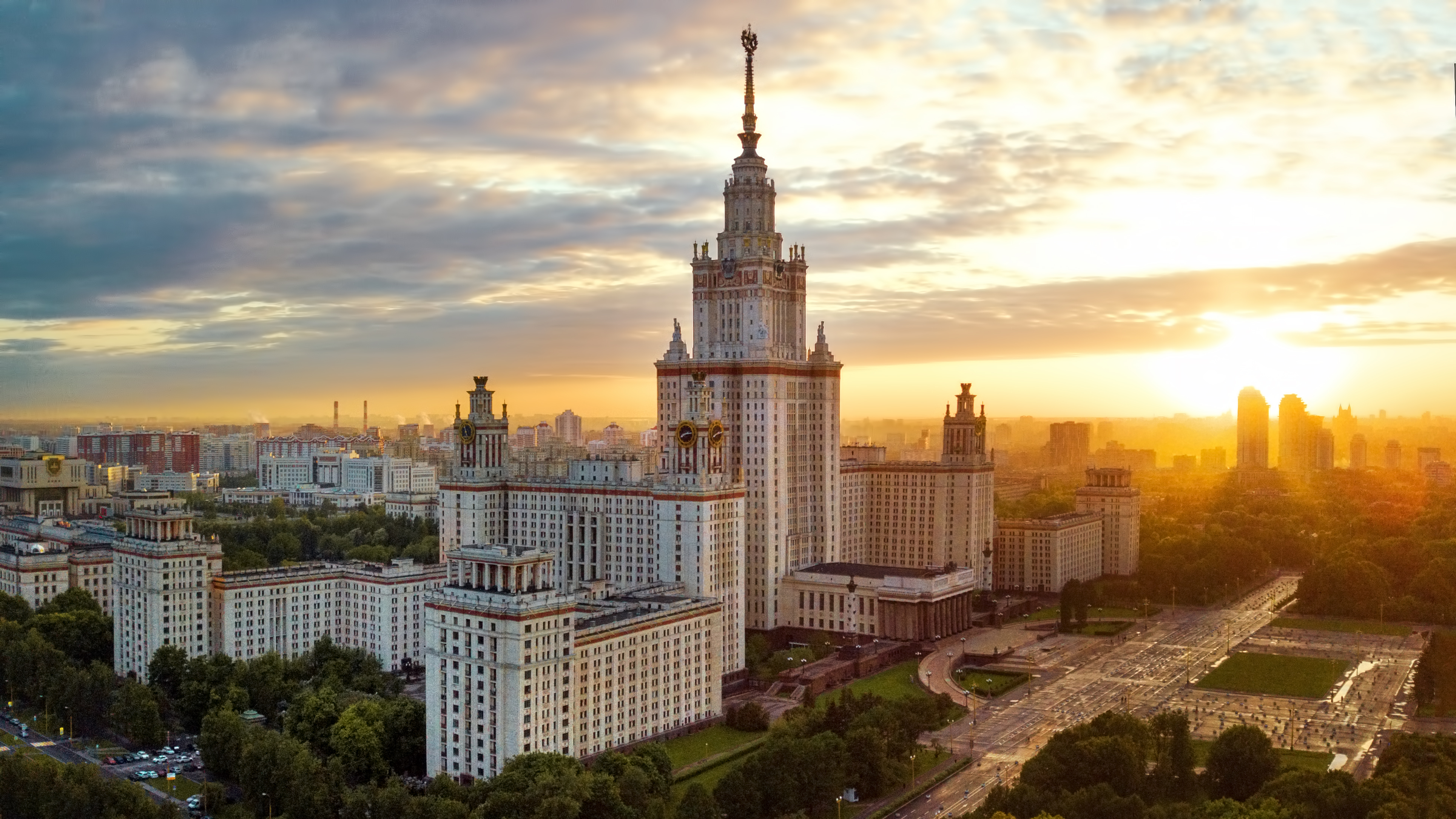
Edificio principale dell'Università di Mosca